# 57-я пехотная дивизия (вермахт)
57-я пехотная дивизия (нем. 57. Infanterie-Division) — тактическое соединение сухопутных войск вооружённых сил нацистской Германии периода Второй мировой войны.

## История
Появилась в Баварии 26 августа 1939 во время второй волны призыва в Третьем рейхе. Состояла из трёх пехотных полков, одного артиллерийского полка и многочисленных батальонов и вспомогательных подразделений. В пехотные полки набирались добровольцы из Мюнхена (179-й пехотный полк), Фрайзинга (199-й пехотный полк) и Ингольштадта (217-й пехотный полк). 157-й артиллерийский батальон был сформирован из четырёх артиллерийских батарей Мюнхена.
Во время польской кампании переправилась через Прешов и участвовала в боях на Дукельском перевале, откуда солдаты дивизии перешли реку Сан и двинулись ко Львову, однако под Самбором и Гродеком дивизия вступила в долгие, изматывающие бои с польскими войсками и только после капитуляции Польши смогла вернуться в Германию, в Ханау. Через год дивизия была переброшена во Францию, где прошла через Ремаген, Трир, Люксембург, Аббевилль. В составе 4-й армии штурмовала плацдарм на Сомме, оттуда ворвалась в Карантан и Гавр. После капитуляции Франции была разделена на две части, отправленные в Дьеп и Карентан для береговой обороны.
Для подготовки к операции «Барбаросса» 57-я дивизия была отозвана из Франции, включена в 6-ю армию и переброшена на границу польского генерал-губернаторства.
7-я моторизованная дивизия попала в окружение, сформированное 75-й и 57-й немецким пехотными дивизиями, и, потеряв много танков, артиллерии и транспорта, вырвалась из кольца и сосредоточилась юго-восточней Бродов.
В начале операции «Барбаросса» переправилась через Западный Буг и взяла Бердичев, дойдя до линии Сталина. Позднее дивизию снова разделили для осады Умани и Кривого Рога (в составе 17-й армии). Осенью 1941 года она вступила в бои за Белгород с частями Красной Армии, затем подошла к Харькову, бои за который шли до весны 1942 года.
Отбив атаку на Харьков, летом 1942 года дивизия преждевременно вышла к Дону, хотя до этого должна была ожидать советского контрнаступления под Воронежем. Из-за этого дивизия попала в огромный «мешок» между Доном, Воронежем и Осколом, откуда выбралась только весной 1943 года и отступила к Сумам. С июля по август того же года дивизия вела бои в Белгородской области и после начала советского наступления стремительно отступила к Киеву, а затем срочно отправилась в Черкассы, где пополнилась за счёт выживших бойцов 255-й пехотной дивизии. К 9 февраля 1944 года в дивизию пришли также солдаты из 72-й пехотной дивизии и остатки 389-й пехотной дивизии, однако попытка задержать советское наступление привела к окружению, потере Черкасс и аэродромов Корсуни.
С началом окружения около Лысянки на помощь 57-й дивизии поспешила 5-я танковая дивизия СС Викинг, а именно штурмовая бригада СС Валлония.. Пытаясь прорвать кольцо окружения близ Шендеровки, где было огромное скопление советской бронетехники, обе дивизии потеряли очень большое количество личного состава. К 18 февраля 1944 года всё тяжёлое вооружение было потеряно, усиливались холода, и у 57-й дивизии не было вариантов, кроме как сдаваться. Всё же некоторая часть солдат, спасаясь бегством, поспешила на юго-запад, но попала в ещё одну ловушку: у Гнилого Тикича их окружила советская бронетанковая дивизия, а попытка переправиться через реку к селу Моледецкому (20 км к северо-востоку от Умани) привела к ещё большим жертвам. В апреле 1944 года бежавшие солдаты дивизии отошли к Орше и Могилёву, где и были полностью истреблены в июне 1944 года. 3 августа 1944 года военное командование объявило о прекращении существования дивизии.

## Командование
- Генерал-лейтенант Оскар Блюмм: 1 сентября 1939 — 25 сентября 1941
- Генерал-майор Антон Достлер: — 26 сентября 1941 — 9 апреля 1942
- Генерал-лейтенант Оскар Блюмм — 10 апреля 1942 — 9 октября 1942
- Генерал-лейтенант Фридрих Зиберт: 10 октября 1942 — 19 февраля 1943
- Генерал-майор Отто Фреттер-Пико: 20 февраля 1943 — 1 сентября 1943
- Генерал-лейтенант Винценц Мюллер: 1 сентября 1943 — 19 сентября 1943
- Генерал-майор Адольф Тровиц: 19 сентября — 7 июля 1944